# Colonia Palma
Colonia Palma es una localidad uruguaya del departamento de Artigas.

## Ubicación
La localidad se encuentra situada en la zona suroeste del departamento de Artigas, sobre la cuchilla Guaviyú, al norte del arroyo Guaviyú, y sobre la ruta 3 en su km 591.

## Historia
La localidad surgió como tal en el paraje de igual nombre en el año 1995, cuando se inauguró el primer plan de viviendas de MEVIR, próximo a la colonia agrícola Eduardo Acevedo, perteneciente al Instituto Nacional de Colonización. Posteriormente en 1998 y 2011 fueron inaugurados los planes II y III de MEVIR.
El 13 de setiembre de 2006, por ley 18.014 la localidad fue elevada oficialmente a la categoría de Pueblo.

## Población
Según el censo de 2011 la localidad contaba con una población de 440 habitantes.
| 166           | 416 | 440 |
| (Fuente: INE) |     |     |

## Economía
La localidad se encuentra ubicada en el centro de una región agrícola ganadera, cuyos suelos son aptos para el cultivo de arroz, y se caracterizan por sus excelentes pasturas naturales.
En los alrededores de la localidad se encuentran instalados dos complejos agroindustriales, vinculados a la industrialización de arroz, lo que genera puestos de trabajo relacionados tanto con el cultivo como con la cosecha de este producto.